# Maître d'hôtel
Maître d'hôtel ( phát âm [mɛːtʁə dotɛl] ⓘ) hoặc maître d ' ( UK: /ˌmeɪtrə ˈdiː/ MAY-trə DEE, US: /ˌmeɪtər -/ MAY-tər -⁠ ) là một cụm từ tiếng Pháp, được hiểu là bồi bàn trưởng của một nhà hàng trang trọng. Họ thường phải giám sát bồi bàn, chào đón khách và xếp bàn cho họ, đặt chỗ và đảm bảo rằng khách hàng hài lòng.